# École des Beaux-Arts

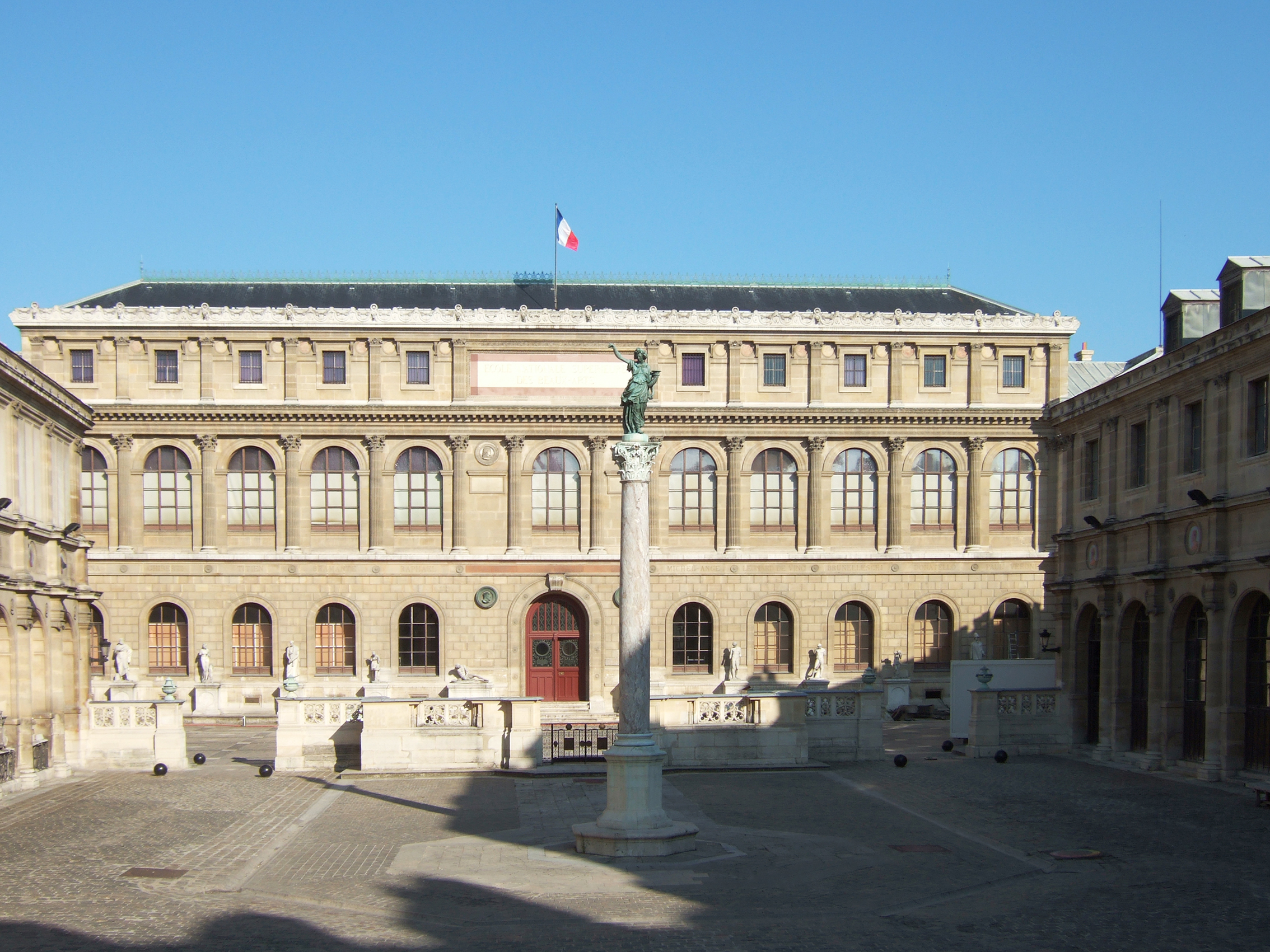
Palácio da Escola Nacional Superior de Belas Artes de Paris

École des Beaux-Arts é um termo que se refere a diversas escolas de arte na França, sendo a mais famosa delas a Escola Nacional Superior de Belas Artes, localizada em Paris, próxima ao Museu do Louvre. A escola tem uma história de mais de 350 anos, treinando muitos dos grandes artistas da Europa. O estilo Beaux Arts foi modelado com base na Antiguidade Clássica, preservando as formas idealizadas e passando o estilo às gerações futuras.